# (8677) Charlier
(8677) Charlier est un astéroïde de la ceinture principale.

## Description
(8677) Charlier est un astéroïde de la ceinture principale. Il fut découvert par le programme Uppsala-ESO Survey of Asteroids and Comets (UESAC) le 2 mars 1992 à l'observatoire de La Silla. Il présente une orbite caractérisée par un demi-grand axe de 2,98 UA, une excentricité de 0,095 et une inclinaison de 10,64° par rapport à l'écliptique.
Il fut nommé en hommage à Carl Vilhelm Ludvig Charlier (1862-1934), professeur d'astronomie à Uppsala de 1890 à 1897 et ensuite à Lund.

## Compléments